# Gullivers Rejse til Lilleputternes og Kæmpernes Land
Gullivers Rejse til Lilleputternes og Kæmpernes Land er en fransk stumfilm fra 1902 af Georges Méliès.